# Condado de Charles City
O Condado de Charles City é um dos 95 condados do estado americano de Virgínia. O condado de Charles City é co-existente com a Cidade de Charles City. O condado possui uma área de 529 km² (dos quais 56 km² estão cobertos por água), uma população de 6 926 habitantes, e uma densidade populacional de 15 hab/km² (segundo o censo nacional de 2000). O condado foi fundado em 1634. Faz parte da região metropolitana de Richmond.